# Tufão Saomai
O tufão Saomai (designação internacional: 0608; designação do JTWC: 08W; designação filipina: Juan e às vezes chamado de super tufão Saomai) foi um ciclone tropical intenso que afetou áreas de Taiwan e a costa leste na República Popular da China. Saomai foi o oitavo sistema nomeado, o quinto tufão e o terceiro super tufão da temporada de tufões no Pacífico de 2006 reconhecido pelo Joint Typhoon Warning Center (JTWC). De acordo com a Agência Meteorológica do Japão (AMJ), Saomai foi o oitavo sistema tropical nomeado e o quinto tufão da temporada. O nome Saomai foi submetido pelo Vietnã e significa, em vietnamita, a "Estrela d'Alva" (sao Mai), uma referência ao planeta Vênus.
O tufão trouxe chuvas e ventos fortes a áreas das Ilhas Marianas, das Filipinas, Taiwan e a costa leste da China. O Saomai foi responsável por 458 fatalidades e 2 500 milhões de dólares em prejuízos. O Saomai afetou boa parte das mesmas áreas que a tempestade tropical Bilis afetara um mês antes, e a Administração Meteorológica da China relatou que o Saomai foi o tufão mais intenso que já ocorreu na região ao largo da costa chinesa assim como o tufão mais intenso a fazer landfall na China continental.

## História meteorológica

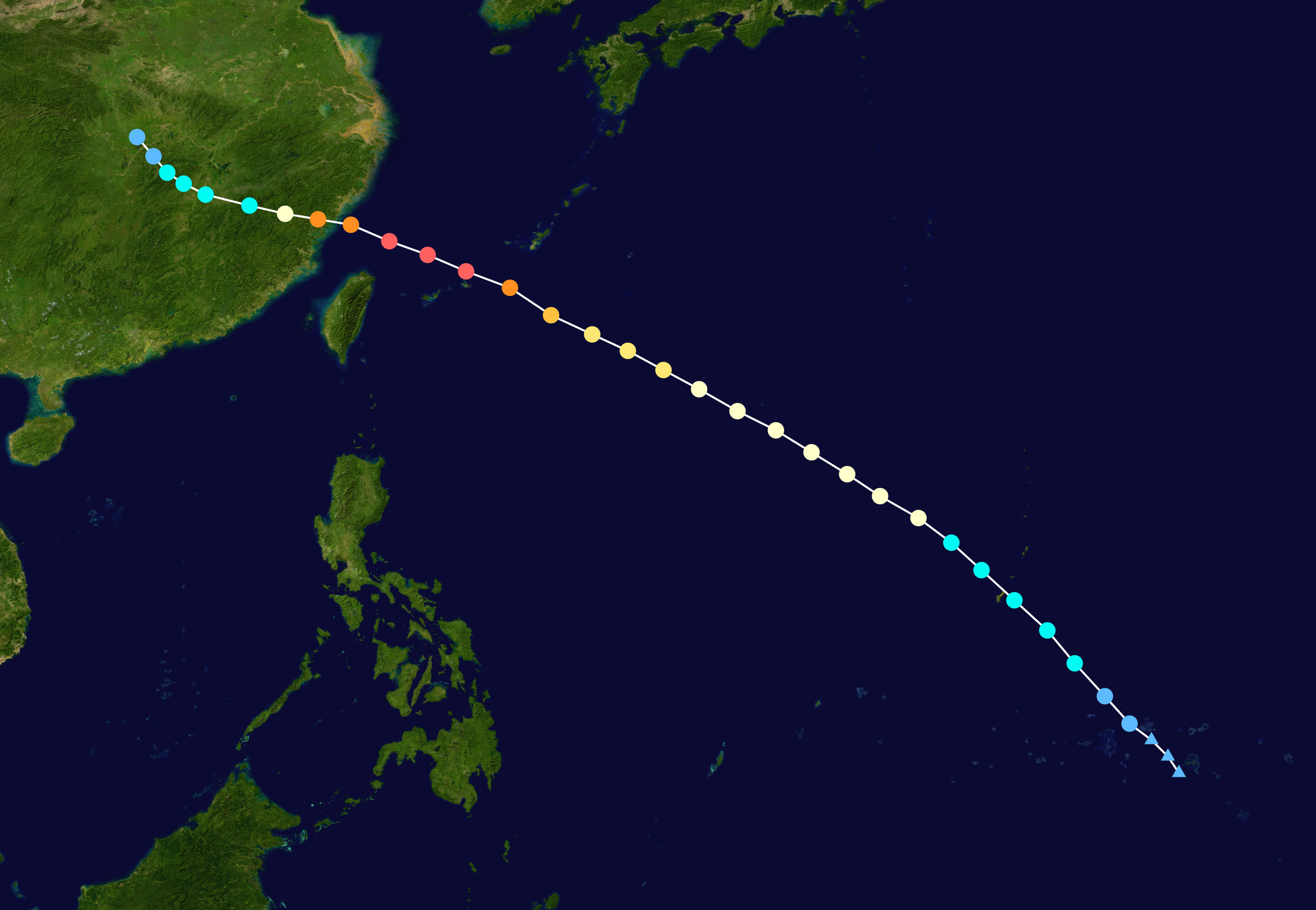
O caminho de Saomai

Uma perturbação tropical formou-se a leste de Chuuk em 31 de julho e aumentou gradualmente quanto à organização nos dias seguintes assim que se movia para noroeste. O Joint Typhoon Warning Center (JTWC) emitiu um alerta de formação de ciclone tropical sobre o sistema em 4 de Agosto e, mais tarde, foi designado numa depressão tropical tanto pelo JTWC quanto pela Agência Meteorológica do Japão (AMJ). A depressão fortaleceu-se numa tempestade tropical em 5 de agosto e a AMJ atribuiu o nome de Saomai.
Saomai continuou a mover-se em direção ao noroeste e passou sobre as Ilhas marianas em 6 de Agosto enquanto continuava a se fortalecer, e foi classificada numa tempestade tropical severa pela AMJ mais tarde, naquele dia. A tempestade então começou a se organizar e a se intensificar mais rapidamente, tornando-se um tufão no começo da madrugada de 7 de Agosto. Saomai adentrou na área de responsabilidade da Administração de Serviços Atmosféricos, Geofísicos e Astronômicos das Filipinas (PAGASA) em 8 de Agosto e foi designado pela agência filipina como o tufão Juan. A rápida intensificação continuou e Saomai alcançou seu pico de intensidade, com ventos de 105 nós (195 km/h, 120 mph) (ventos máximos sustentados em 10 minutos) em 9 de Agosto, ao norte de Miyakojima.
Após passar ao sul de Okinawa, Saomai começou a seguir para oeste e varreu a costa norte de Taiwan no começo da madrugada de 10 de Agosto, pouco antes de fazer landfall na província de Zhejiang mais tarde, naquele dia. O tufão enfraqueceu-se gradualmente assim que Saomai movia-se em terra e tornou-se uma depressão tropical em 11 de agosto, dissipando-se mais tarde.

## Preparativos

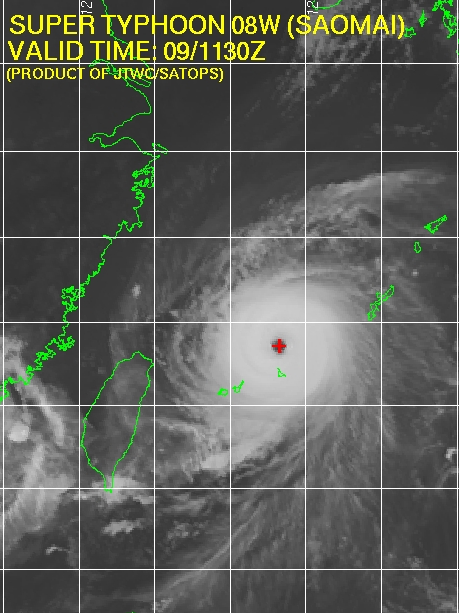
O tufão Saomai como o super tufão 08W (classificação do JTWC) pouco depois de atingir o pico de intensidade

O Serviço Nacional de Meteorologia dos Estados Unidos da América emitiu um aviso de tempestade tropical para Guam assim que a tempestade tropical Saomai aproximou-se da ilha em 6 de Agosto. Bases militares no norte de Guam entraram em Condição de Preparação de Ciclone Tropical nível 1, significando que esperava-se ventos de até 50 nós ou mais dentro de 12 horas. O resto da ilha foi colocado sob Condição de Prontidão nível 2, significando que tais ventos eram esperados em 24 horas. Várias bases militares foram temporariamente fechadas.
A Agência Central de Meteorologia da República da China (Taiwan) emitiu aviso de tufão em terra e no mar para áreas ao largo da costa norte da ilha em resposta à ameaça causada pelas bandas externa de tempestade do tufão Saomai. Os alertas de tufão tinham sido elevados de alertas de tempestade tropical, emitidos em resposta à ameaça da tempestade tropical Bopha, que fez landfall no sul de Taiwan um dia antes.
Na China, 990.000 pessoas em Zhejiang e 569.000 pessoas em Fujian foram retirados para abrigos antes da chegada do Saomai. Mais de 20.000 soldados e agentes policiais foram mobilizados a ajudar na limpeza e nos esforços de resgate.

## Impactos
Enquanto o Saomai era ainda uma tempestade tropical, o sistema passou sobre Guam, trazendo chuvas e ventos para a ilha, mas nenhum dano ou fatalidade foi relatado.
Depois, assim como a tempestade tropical Bilis fez um mês antes, as bandas externas de chuva afetaram as Filipinas. Mais de 400 casas foram destruídas pela maré de tempestade associada e duas pessoas morreram. No mínimo 7 pessoas desapareceram.

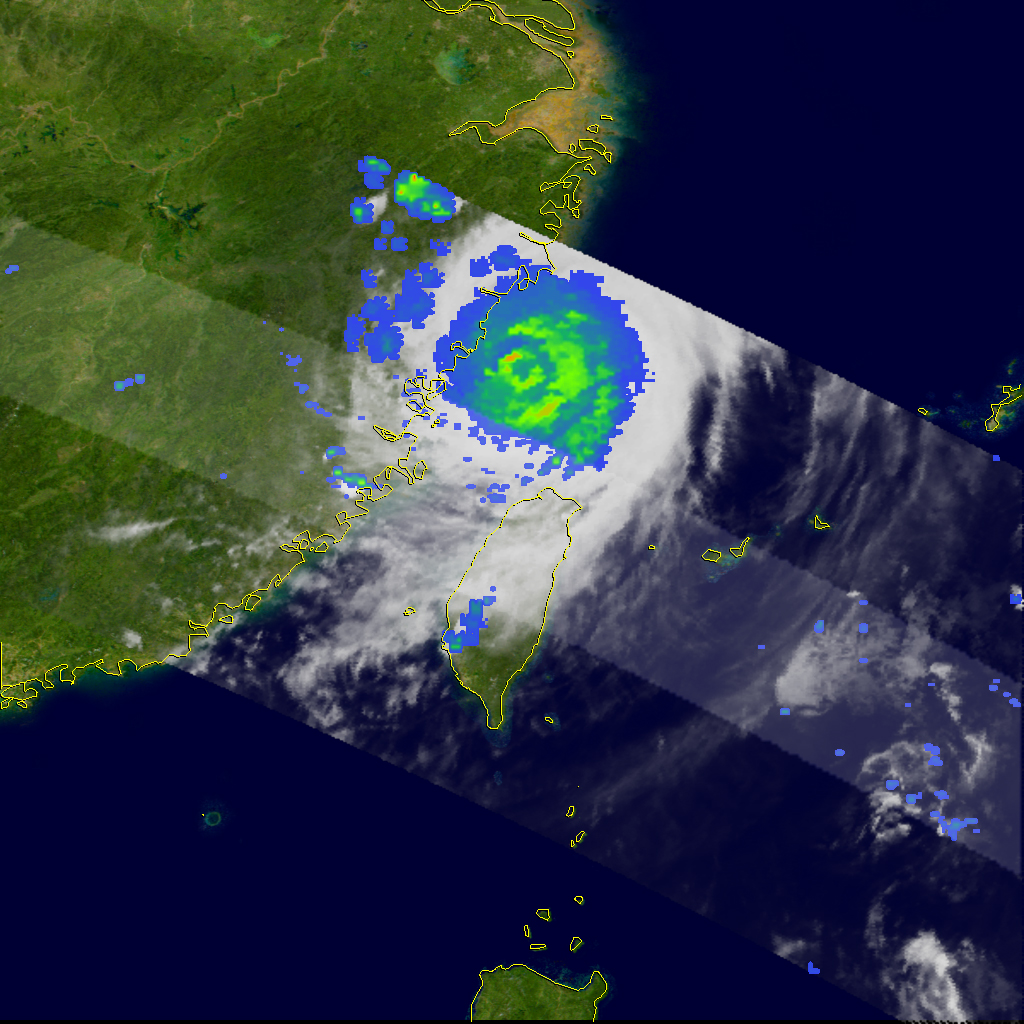
Imagem de satélite TRMM mostrando a distribuição de chuvas associadas ao tufão Saomai durante o landfall

O núcleo do tufão passou ao norte de Taiwan, mas a ilha ainda experimentou chuvas fortes e ventos que afetaram o tráfego e cancelaram voos que partiam e saiam de Taipei. Nenhum dano sério ou casualidade foi registrado. Após, Saomai fez landfall na província chinesa de Zhejiang, onde 87 mortes foram relatados, a maioria em Wenzhou. Mais de 18.000 residências foram destruídas e auto-estradas maiores na província foram inundadas. Saomai foi responsável por 4900 milhões de yuans em Zhejiang.
No mínimo 138 pessoas foram mortas na província vizinha de Fujian. A maioria destas mortes foi causada pelas enchentes da maré ciclônica nas comunidades pesqueiras costeiras, tais como Fuding. Oito das mortes foram causadas pelo colapso de um abrigo de emergência danificado. Fortes ventos e enchentes destruíram 37.000 casas e inundaram 380 km² (94.000 acres) de terras cultiváveis e os danos econômicos chegaram a 6,3 bilhões de yuans.
Outras duas pessoas foram mortas em Jiangxi. Uma pessoa foi levada pela enxurrada enquanto inspecionava os danos, enquanto que outra pessoa foi morta quando uma construção danificada colapsou-se. Seis barragens na província foram destruídas e $348 milhões de yuans em prejuízos foram contabilizados em Jiangxi.

## Consequências

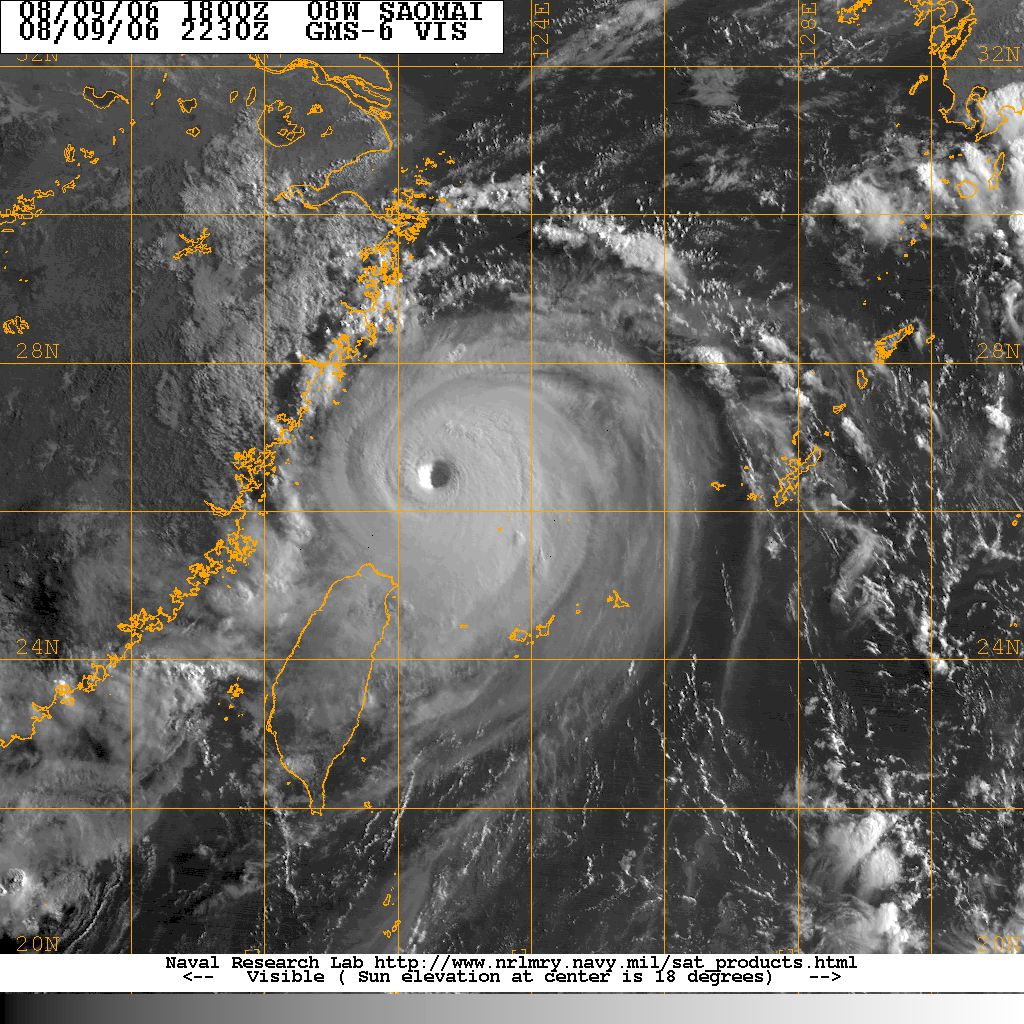
Ilustração.

A Federação Internacional das Sociedades da Cruz Vermelha e Crescente Vermelho (IRFF) fez um apelo para quase $6 milhões de francos suíços (4,8 milhões de dólares - valores em 2006) para ajudar as famílias afetadas na República Popular da China. Em 11 de agosto de 2006, cerca de $1,8 milhões de yuans ($220.000 dólares - valores em 2006) em itens de ajuda e assistência financeira foram dados para as vítimas. O governo chinês também alocou 120 milhões de yuans (15,2 milhões de dólares - valores em 2006) para esforços de ajuda nas áreas afetadas pelo Saomai e tempestades anteriores. Os fundos foram usados para prover alimentos de água para vítimas desabrigadas e para pagar os custos da ajuda na reconstrução em Zhejiang e Fujian.
O nome Saomai foi retirado na 39.ª reunião do comitê de tufões da ESCAP/OMM em Manila em Dezembro de 2006. Em dezembro de 2007, o comitê selecionou o nome Son Tinh para substituir Saomai na lista de nomes de ciclones tropicais na bacia do Pacífico noroeste, começando em 2008.